# Out of My Hands
Out Of My Hands est le cinquième album solo du chanteur norvégien Morten Harket, sorti le 13 avril /2012. 10 chansons en anglais. L'album est aux sonorités  Synthpop identique à la musique des débuts du groupe  A-ha. Il a été n°1 en Norvège.

## Titres
1. Scared of Heights
2. Keep the Sun Away
3. Lightning
4. I'm the One
5. Quiet
6. Burn Money Burn
7. When I Reached the Moon
8. Listening
9. Just Believe it
10. Out of my Hands
11. Undecided Titre bonus sur la "Spécial Edition"